# Encyclopædia Britannica
Encyclopædia Britannica (latin för ”brittisk encyklopedi”) är en engelskspråkig encyklopedi. Av engelskspråkiga uppslagsverk är Encyclopædia Britannica det äldsta som fortfarande publiceras.
Den första upplagan publicerades i tre volymer mellan 1768 och 1771 i Edinburgh. Den rådande upplagan innehåller omkring 120 000 artiklar. Upplagan från 1911 är fritt tillgänglig på internet, i likhet med den svenska Nordisk Familjebok. Encyklopedin blev 1994 den första encyklopedin på Internet.
I mars 2012 meddelade företaget att uppslagsverket inte längre skulle tryckas i nya upplagor och i stället gå över till att endast producera den i digital form. Den sista tryckta upplagan är den från 2010 som trycktes i 32 band och såldes i 8 000 exemplar. Uppslagsverket hade sin största försäljning i tryckt form år 1990 när 120 000 exemplar såldes enbart i USA.